# The Rubinoos
The Rubinoos è un gruppo pop formatosi all'inizio degli anni '70. Il gruppo si è in seguito sciolto a metà degli anni '80 per poi riformarsi nel 1999 ed essere tuttora in attività.
Le loro canzoni più conosciute sono I Think We're Alone Now (1977) e I Wanna Be Your Boyfriend (1979). Nel 2007 hanno citato la cantante Avril Lavigne per aver plagiato nella sua canzone "Girlfriend", proprio il loro brano "I Wanna be Your Boyfriend". Il tribunale ha emesso la propria sentenza il 28 agosto 2007, Avril Lavigne e i The Rubinoos hanno deciso di risolvere privatamente la questione ma loro poi hanno ritirato l'accusa.

## Componenti
- Jon Rubin - voce
- Tommy Dunbar - chitarra
- Al Chan - basso
- Susie Davis - tastiere
- Nick D'Virgilio - batteria

## Discografia

### Studio album
- The Rubinoos (1977)
- Back to the Drawing Board (1979)
- Party of Two (EP) (1983)
- Paleophonic (1998)
- Crimes Against Music (2003)

### Live album e compilation
- Basement Tapes (1993)
- Garage Sale (1994)
- Live in Japan (2004)
- Everything You Always Wanted to Know About the Rubinoos (2007)